# Klay District
Klay District är ett distrikt i Liberia. Det ligger i regionen Bomi County, i den västra delen av landet, 40 km norr om huvudstaden Monrovia.